# Championnat du monde féminin de curling 1982
Navigation
Édition précédente Édition suivante
Le Championnat du monde féminin de curling 1982, quatrième édition des championnats du monde de curling, a eu lieu du 22 au 27 mars 1982 à la patinoire des Vernets, à Genève, en Suisse. Il est remporté par le Danemark.